# Joc de dones
Joc de dones (títol original: Head in the Clouds) és una pel·lícula britànico-canadenca dirigida per John Duigan, estrenada l'any 2004. Ha estat doblada al català.

## Argument
Gilda és una rica hereva a qui han predit la seva mort quan tindrà 34 anys... i crema la seva vida en el luxe i la disbauxa. Recull Mia, una espanyola, amb la qual té una relació amorosa; i fa venir a París el seu amant anglès, Guy. Guy i Mia marxen a combatre a Espanya al costat dels republicans.

## Repartiment
- Charlize Theron: Gilda Bessé
- Penélope Cruz: Mia
- Stuart Townsend: Guy
- Thomas Kretschmann: Frans Bietrich
- Steven Berkoff: Charles Bessé
- David La Haye: Lucien
- Karine Vanasse: Lisette
- Gabriel Hogan: Julian Elsworth
- Peter Cockett: Max
- Jolyane Langlois: Gilda, a l'edat de 14 anys
- Sophie Desmarais: Élodie
- Éloïsa Laflamme-Cervantes: Julie
- Cécile Cassel: Céline Bessé
- Charles LELAURE: soldat francès

## Al voltant de la pel·lícula
- El rodatge va començar el 19 de març de 2003 i va tenir lloc a Londres, Cambridge, Montreal i París.
- Crítica
  - "Sé que 'Head in the Clouds' és senzillota i que l'argument és absurd (...) Vol ser un melodrama amb espècies, sexe, amor i mort, i hi ha vegades en què una pel·lícula com aquesta és exactament el que estaves esperant. (...) Puntuació: ★★★ (sobre 4)."[4]
  - "Un animat, luxós i poc convincent fulletó compost per trossos d'altres (i millors) pel·lícules i mini-sèrie de televisió."[5]
  - "Aquesta pel·lícula sense espurna no té cap altre lloc en el currículum dels seus protagonistes que el de sota d'una capçalera que digui: 'Títols dels quals m'avergonyeixo'. (...) Puntuació: ★ (sobre 4)."[6]

## Banda original
- Parlez-moi d'amour, interpretada per Lucienne Boyer
- My Girl's Pussy, interpretada per John Duigan
- Blue Drag, interpretada per The John Jorgenson Quintet
- Minor Swing, interpretada per The John Jorgenson Quintet
- Big Jim Blues, interpretada per Jean Robitaille
- Noël Nouvelet, interpretada per La petite Bande de Montréal
- La rumba d'amour, interpretada per Mistinguett
- Robin des Bois, interpretada per Mistinguett
- Vous qui passez sans me voir, interpretada per Jean Sablon
- Rick & Pussy, interpretada per Jacques Aubran et Jacotte Perrier
- La litanie à la vierge, interpretada per les Petits chanteurs du Mont-Royal